# Малая Поповка (Хорольский район)
Малая Поповка (укр. Мала Попівка) — село,
Новоаврамовский сельский совет,
Хорольский район,
Полтавская область,
Украина.
Код КОАТУУ — 5324884203. Население по переписи 2001 года составляло 142 человека.

## Географическое положение
Село Малая Поповка находится на левом берегу реки Хорол,
выше по течению на расстоянии в 0,5 км расположено село Поповка,
ниже по течению на расстоянии в 1 км расположено село Вишняки,
на противоположном берегу — село Пристань.
Река в этом месте извилистая, образует лиманы, старицы и заболоченные озёра.
Рядом проходят автомобильные дороги М-03 и Т-1705.

## История
Село указано на специальной карте Западной части России Шуберта 1826-1840 годов как Новоселица